# Munzingen
Munzingen es un barrio de Friburgo de Brisgovia en Baden-Wurtemberg, Alemania. Está ubicado en el suroeste de Friburgo. Por encima de la aldea se eleva el Monte de la Capilla (Kapellenberg), que es una cima en el suroeste del Tuniberg. En la década de 1950 se hallaron huellas de un asentamiento de la cultura de Hallstatt. Sobre el Monte de la Capilla se encuentra la capilla de Erentrudis. El estanque del Pozo del Molino, al pie del Monte de la Capilla, es un monumento natural de gran valor ecológico y hábitat de 15 especies de aves, entre ellos el carricero común. En Munzingen comienza el Sendero del Borgoña, un sendero informativo a través del Tuniberg.

## Enlaces
- Wikimedia Commons alberga una categoría multimedia sobre Munzingen.
- Páginas Badenses: Vistas de Munzingen